# Trios Micro Systems MicroMate PMC 101
Trios Micro Systems MicroMate PMC 101 (MicroMate PMC 101) је био кућни рачунар фирме Trios Micro Systems који је почео да се производи у САД од 1983. године.
Користио је Z80 као микропроцесор. RAM меморија рачунара је имала капацитет од 128 kb. 
Као оперативни систем кориштен је CP/M 3.0.

## Детаљни подаци
Детаљнији подаци о рачунару MicroMate PMC 101 су дати у табели испод.
|                       |                                                    |
| [ 1 ]                 |                                                    |
| Произвођач            |                                                    |
| Тип                   | кућни рачунар                                      |
| Меморија              | 128                                                |
| Поријекло             | Сједињене Америчке Државе                          |
| Година                | 1983                                               |
| Тастатура             |                                                    |
| Процесор              |                                                    |
| Фреквенција процесора |                                                    |
| RAM                   | 128                                                |
| ROM                   |                                                    |
| Текст                 | 80 x 25 ?                                          |
| Графика               |                                                    |
| Боја                  |                                                    |
| Звук                  | 4 гласа, 3,5 октава                                |
| Димензије             | 40,5 (ширина) x 33 (дубина) x 11 (висина) / 4200 g |
| Портови               |                                                    |
| Оперативни систем     |                                                    |